# Vřesovec stromovitý

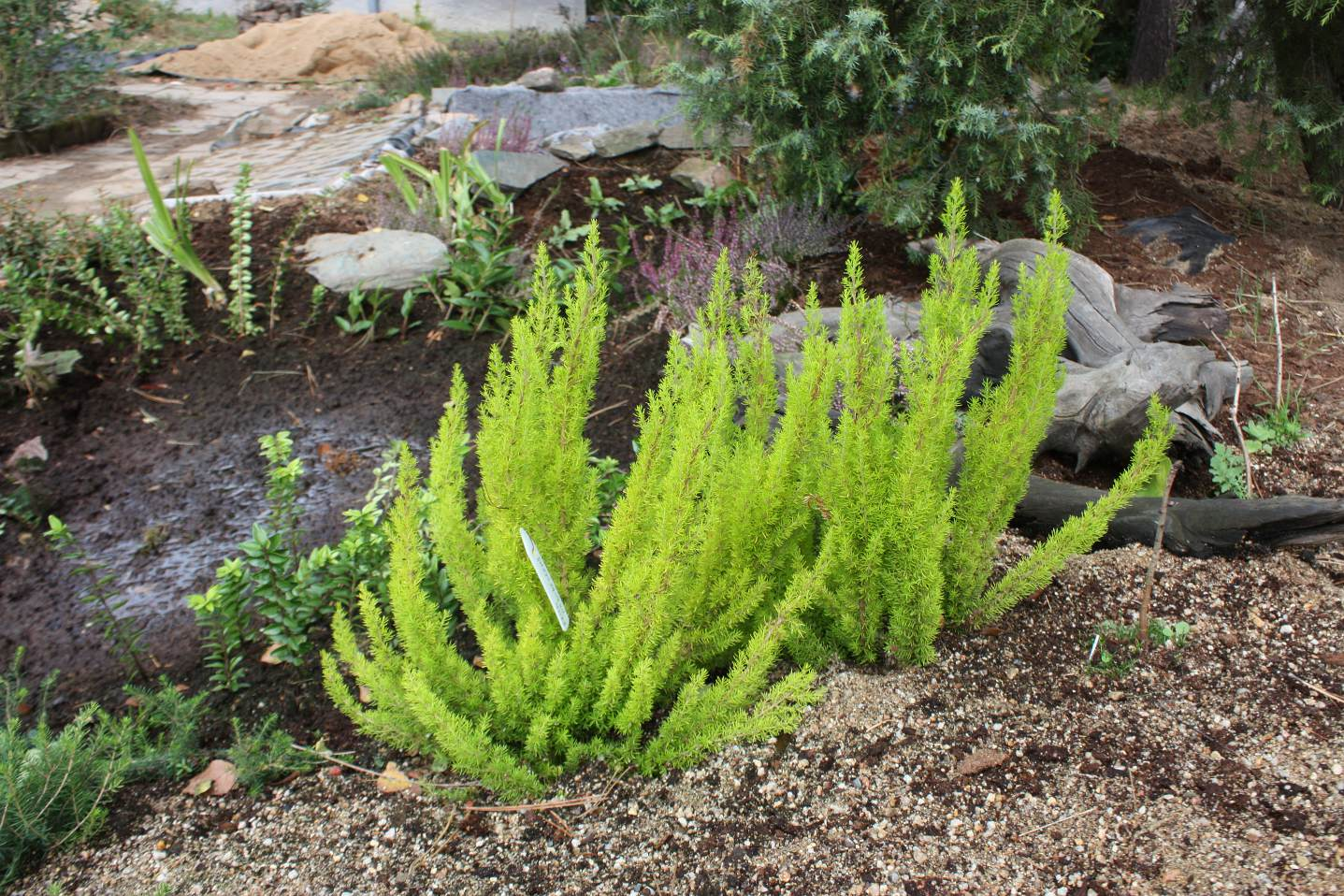
Pěstovaný kultivar 'Albert's Gold'.

Vřesovec stromovitý (Erica arborea) je keř nebo malý stálezelený strom z rodu vřesovec. Dorůstá výšky až 6 m a je pěstován jako okrasná dřevina. Kvete bíle v březnu až květnu, květy voní.

## Výskyt
Roste ve vyšších polohách některých afrických pohoří (Etiopská vysočina, Ruwenzori, Kamerunská vysočina), kde je druhem nejvyšších zón zapojeného lesa (nad zónou s Hagenia abyssinica), dále na Madeiře a Kanárských ostrovech, kde je obdobně druhem vyšších poloh vavřínového lesa, a ve Středozemí (až po Portugalsko), kde sestupuje na severní hranici rozšíření až do nižších poloh jako jeden z vůdčích druhů makchie na kyselých podkladech. Vysazen byl také v jihovýchodní Austrálii.

## Popis
Tvoří vícekmenné stromy nebo velké keře. Borka větví je šedohnědá, listy jsou úzké čárkovité, zelené, velké asi 0,5 cm. Kvete bíle.

## Použití
Pro svůj poměrně nepravidelný habitus a větší výšku má význam spíše v rozlehlejších kompozicích. Pravidelně řezaný může být použit i do větších skalek. Původní druh habitem a texturou připomíná spíše jalovec obecný a může být použit podobně. Kultivar 'Albert's Gold' příjemně žlutozeleného zbarvení může být použit jako solitéra. Druh je s ohledem na nároky vhodné kombinovat s dalšími vřesovištními dřevinami ale také s jehličnany. Kultivar 'Albert's Gold' je poměrně výrazný, vhodný spíše do popředí.
Kořen vřesovce, jehož dřevo je označováno jako bruyer, brier nebo briár (brierové/briárové/bruyerové dřevo), se používá k výrobě dýmek.

### Pěstování
Je teplomilný a v ČR v tuhých zimách namrzá, vyžaduje zimní přikrývku. Po namrznutí ale dobře obráží a snese i silné zmlazení. Roste poměrně rychle. Rostlina preferuje kyselou vlhkou humózní půdu, rašelinu nebo písčité půdy s přídavkem rašeliny. Vyžaduje světlé stanoviště nebo polohy na výsluní.

## Množení
Druh lze rozmnožovat semenem nebo řízky.